# Етельрік (король Дейри)
Етельрік (давн-англ. Æthelric, ? —604) — 2-й король Дейра у 588—604 роках.

## Життєпис
Походив з роду Іффінгів. Син або брат Елли, короля Дейри. У 588 році після смерті останнього став новим володарем королівства. Про його правління замало відомостей. Ймовірно продовжував боротьбу проти сусідніх бриттських королівств — Регед та Елмет.
У 604 році Етельрік загинув й Дейру було приєднано до Берніції. Обставини цього достеменно невідомі. За однією з версій, Етельрік загинув у війні з Етельфрітом, королем Берніції. Його син Осрік втік до Дал Ріади.

## Родина
- Осрік, король Дейри у 633—634 роках